# Opsada Damiette (1249.)
Opsada Damiette 1249. dio je Sedmog križarskog rata. Križari su lako osvojili ovaj muslimanski grad te ubrzo nastavili s prodorom prema Mansuri.

## Opsada
Dana 28. kolovoza 1248. godine francuska flota kreće iz luke Aigues-Mortes u Svetu Zemlju. Na Cipar stižu 18. rujna i na njemu provode zimu. Uz kralja Luja IX., tu su bili i kraljica Margareta od Provanse i dva kraljeva brata: Karlo I. Anžujski i Robert I., grof Artoisa. U svibnju 1249. godine križari kreću s Cipra prema Damiettu. Dana 6. lipnja Damietta je osvojena s malim otporom od Egipćana, koji su se povukli dalje do Nila. Vijest o brzom padu grada proširila se muslimanskim svijetom te unijela nemire i veliki strah kod muslimana. Egipatski sultan, ponudio je križarima Jeruzalem bez borbe uz uvjet da napuste Egipat. Ipak Luj ostaje vjeran svojim uvjerenjima o nepregovaranju s muslimanima te odbija tu ponudu i kreće naprijed prema Mansuri.

## Poveznice
- Sedmi križarski rat
- Bitka kod Mansura
- Opsada Damiette (1218.)